# Чертеж (Алтайский край)
Чертеж — упразднённый посёлок в Немецком национальном районе Алтайского края. На момент упразднения входил в состав Полевского сельсовета. Упразднен в 1986 г, население переселено в село Полевое.

## География
Посёлок располагался в 3,5 км к юго-западу от села Полевое.

## История
Основано в 1908 году, немцами-переселенцами из Причерноморья. До 1917 года менонитское село Орловской волости Барнаульского уезда Томской губернии. Меннонитская община. В 1912 г. часть села выделилась в выселок Черновка. После революции в составе Орловского сельсовета. С 1953 — в составе Полевского. В 1931 г. организован колхоз «3-й Интернационал». С 1953 г. — отделение колхоза им. Тельмана. В 1984 г. жители переселены на центральную усадьбу в село Полевое.
Решением Алтайского краевого исполнительного комитета от 29.04.1986 года № 160/1 поселок исключен из учётных данных.

## Население[3]
| год     | 1911 | 1926 | 1980 |
| ------- | ---- | ---- | ---- |
| человек | 365  | 279  | 188  |